# Distanční pletenina

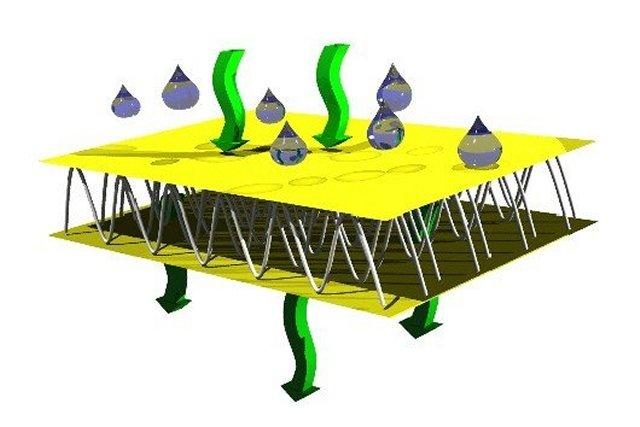
Schéma funkce distanční textilie

Distanční pletenina (angl.: space doubleknit) je trojrozměrný útvar, který vzniká ze dvou osnovních nebo zátažných pletenin mezi nimiž spojovací nitě udržují určitou mezeru. 

## Způsob výroby

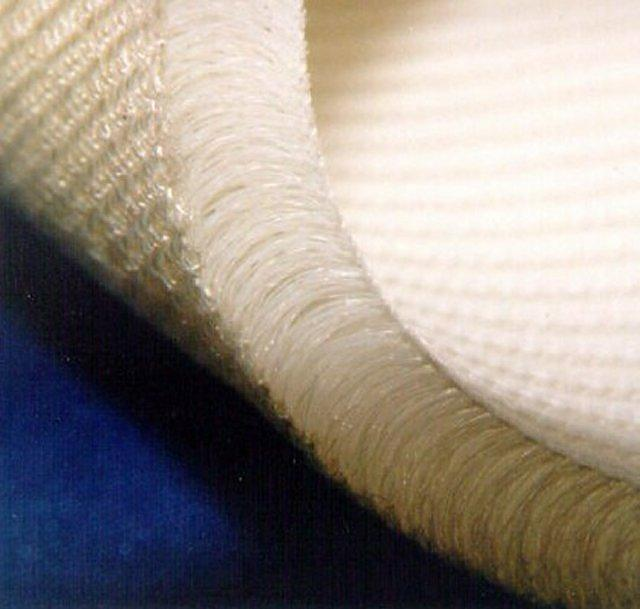
Průřez zvětšeným vzorkem distanční pleteniny

- Distanční osnovní pleteniny se vyrábí na dvoulůžkových rašlových strojích, k pletení se používají jazýčkové nebo dvoudílné (drážkové) jehly. Stroje mají až 7 kladecích přístrojů, v osnově se může předkládat až 7 různých druhů příze, z nichž část tvoří spojovací nitě. [2]

Obě jehelní lůžka pracují na sobě nezávisle, kladecí přístroje, osnova a odtah hotového zboží jsou společné. Například na rašlu se 6 kladecími přístroji klade jeden přístroj na jehly předního lůžka, dva přístroje na zadní lůžko, tři přístroje kladou niti střídavě na obě lůžka a vytváří spojením obou pletenin sendvičovou strukturu. 
- Zátažné pleteniny se mohou vyrábět na okrouhlých nebo na plochých strojích. Dvě rozdílné pleteniny se spojují vlasovou nití, která se zaplétá do obou vrstev textilie. [4] Přídavné kličky se při tom nezanášejí přímo do základní pleteniy, ale zaplétají se jako rozpěrka do dosavadních oček. Na plochých strojích se tvoří mezi dvěma vnějšími vrstvami pletené můstky.[5]

## Druhy a vazby pletenin
Obě pleteniny mohou být seřízeny na stejnou vazbu nebo na vzájemně rozdílné vzorování. Ze standardních vazeb se nejčastěji používá tikot, sukno a kepr. Spojení obou pletenin se zpravidla tvoří polyesterovými monofilamenty. Spojovací nitě se kladou většinou zkříženě pod úhlem přibližně 45°. Tím způsobem se zabrání vzájemnému posunu obou pletených ploch a předchází se narušení jejich struktury při zatížení výrobku.
Polyesterová nit se může následující termickou úpravou stabilizovat a tak zaručit trvalou ohebnost a zmačkatelnost pleteniny podobnou pěnovým hmotám.
Na stroji se nechá průběžně seřídit vzdálenost mezi oběma pleteninami, takže je možné zhotovit textilie s tloušťkou prakticky od 1,5 mm do 65 mm. 

## Vlastnosti
Velký počet současně použitelných druhů příze umožňuje mnohostranné konstrukce.
K nejdůležitějším vlastnostem distančních pletenin patří: Vodivost vlhkosti, odpružení tlaků, teplotní regulace, velmi dobrá průchodnost vzduchu a s použitím určitých materiálů další seřiditelné zvláštní funkce. Z těch se dají jmenovat: bioaktivní účinnost, ohnivzdornost a definovatelná elasticita v podélném i příčném směru. 
Na úseku tzv. inteligentních textilií bude (v budoucnu) také možná integrace přízí s elektrickou vodivostí k přenosu dat a nebo k vytápění elektrickým proudem při definovaných teplotách.
U oděvních textilií se jmenují bohaté možnosti vlivu na oděvní psychologii textilií. 

## Příklady použití
- Technické textilie: potahy automobilových sedadel, kompozity, izolační vrstvy, obuvní svršky
- Zdravotnictví: bandáže, kompresní punčochy, roušky
- Bytové textilie: matrace, čalounění
- Oděvní textilie: podšívky, výplň podprsenek [7]